# Karakorum (città)
Karakorum (in mongolo moderno Хар Хорум, letto Kharkhorin; in mongolo classico ᠬᠠᠷᠠᠬᠣᠷᠣᠮ, traslitterato in cirillico Каракорум, Qaraqorum) o Qara Qorum, letteralmente Montagne nere (tradizionalmente in cinese Ka la kun lun, oggi 哈拉和林, Hā lā hé lín, seguendo la pronuncia mongola moderna) è un'antica città della Mongolia situata nella parte più occidentale della provincia dell'Övörkhangai.

## Storia
Fondata nel 1235 da Ögödei Khan, Karakorum rivestì il ruolo di capitale dell'Impero mongolo per trent'anni fino al 1264 quando Kublai Khan trasferì la sede dell'impero a Khanbaliq (l'odierna Pechino). Con la caduta della dinastia Yuan divenne di nuovo una capitale mongola nel 1368, ma venne distrutta dai Ming vent'anni dopo.
Nel luglio del 1246 fu visitata dal francescano Giovanni da Pian del Carpine, che consegnò in qualità di legato del papa una bolla al Gran Can Guyuk. Pochi anni dopo, nel 1254, il frate minore fiammingo Guglielmo di Rubruck vide Karakorum e descrisse il palazzo imperiale, eretto al centro di una corte circondata da mura e articolato in cinque navate in legno.
Le sue rovine sono situate nelle vicinanze della città mongola di Harhorin e del monastero di Erdene Zuu, e sono incluse nel paesaggio culturale della valle dell'Orkhon, un'area di rilevanza geografica e archeologica facente parte, dal 2004, dei patrimoni dell'umanità dell'UNESCO.